# Podgradina (Glamoč)
Pour les articles homonymes, voir Podgradina.
Podgradina (en serbe cyrillique : Подградина) est un village de Bosnie-Herzégovine. Il est situé dans la municipalité de Glamoč, dans le canton 10 et dans la fédération de Bosnie-et-Herzégovine. Selon les premiers résultats du recensement bosnien de 2013, il compte 79 habitants.

## Démographie

### Évolution historique de la population
| 1948 | 1953 | 1961 | 1971 | 1981 | 1991 | 2013 |
| ---- | ---- | ---- | ---- | ---- | ---- | ---- |
| -    | -    | 131  | 126  | 136  | 122  | 79   |

|  |